# Ctenogobius cervicosquamus
Ctenogobius cervicosquamus és una espècie de peix de la família dels gòbids i de l'ordre dels perciformes.

## Morfologia
- Els mascles poden assolir 5 cm de longitud total.[3][4]

## Hàbitat
És un peix de clima tropical i demersal.

## Distribució geogràfica
Es troba a Àsia: Hainan (la Xina).

## Observacions
És inofensiu per als humans.